# معماری دوران رومی اسکاتلند

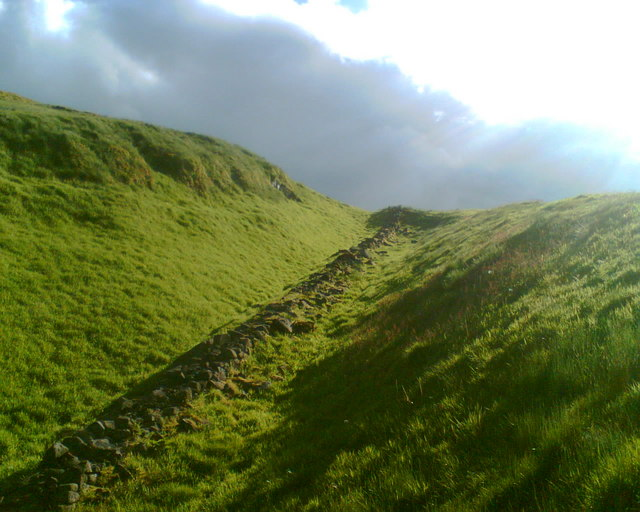
بخشی از دیوار آنتونین

معماری دوران رومی اسکاتلند دربرگیرندهٔ همهٔ ابنیه در مرزهای امروزی اسکاتلند است که از زمان ورود رومی‌ها به شمال بریتانیای کبیر (در قرن اول پیش از میلاد) تا خروجشان از این جزیره (در قرن پنجم میلادی) برپا شده‌اند. بطلمیوس در جغرافیا می‌نویسد که کلدونیا، در شمال استان رومی بریتانیا، مشتمل بر ۱۹ شهر بوده‌است، ولی از این دوران در اسکاتلند شواهدی مبنی بر وجود سکونت‌گاه‌های شهری نیست و این‌ها احتمالاً تپه‌قلعه بوده‌اند.
روی‌هم‌رفته شواهدی از وجود بیش از هزار تپه‌قلعه در اسکاتلند مانده‌است که اکثرشان در جنوب خط کلاید-فورت (موسوم به کمربند مرکزی اسکاتلند، که دیوار آنتونین در طول آن کشیده شده بود) هستند و این‌گونه می‌نماید که اغلب در دوران رومی رها شده باشند.
هم‌چنین شواهدی از خانه‌های چرخی شاخص و سوتره‌های کوچک هست.
اردوکشی‌های نظامی رومی‌ها به مرزهای امروزی اسکاتلند از حدود سال ۷۱ میلادی آغاز شد. رومی‌ها در سر راهشان کمپ‌هایی نظامی موسوم به کاستروم (به عنوان مثال تریمونتیوم) ساختند و احتمالاً تا سرحد رود تی پیشروی کردند و در آنجا نیز استحکاماتی مانند اینچتوتیل ساختند. تا اواخر قرن نخست میلادی، رومی‌ها این متصرفات را رها کردند و به تصرف سادرن آپلندز (اراضی جنوبی خط تاین-سالوی) قانع شدند. این امر سبب شد که بر روی خط تاین-سالوی (که امروزه در عرض شمال انگلستان است) استحکاماتی (از جمله دیوار هادریان) ساخته شود. رومی‌ها در سال ۱۴۱ میلادی به سوی شمال دیوار هادریان پیشروی کردند و لیمس (دیواری چوبی بر روی یک تپهٔ مصنوعی) معروف به دیوار آنتونین را ساختند که عظیم‌ترین سازهٔ رومی در مرزهای امروزی اسکاتلند است، ولی اندکی بعد به دیوار هادریان عقب‌نشینی کردند و تا زمان سقوط روم در اوایل قرن پنجم میلادی به تک‌وتوک اردوکشی‌هایی به شمال دیوار هادریان (که گاه با ساخت یا بازپس‌گیری قلعه‌هایی همراه می‌شد) بسنده کردند.

## کلدونیا

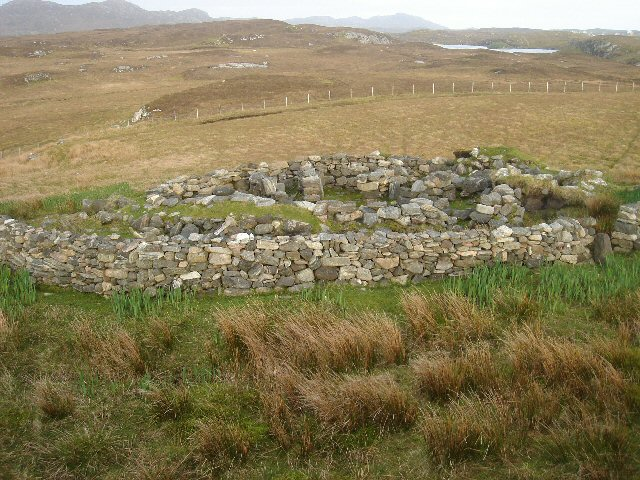
یک خانه چرخی در گریمسی

کلدونیا نامی بود که رومی‌ها بر اراضی شمال ایالت بریتانیای خود گذاشته بودند. بطلمیوس در اثر خود به‌نام جغرافیا، احتمالاً بر اساس منابع متقدم و همچنین روایت معاصر با اردوکشی‌های نئوس ژولیوس آگریکولا، می‌گوید در کلدونیا ۱۹ «شهر» وجود داشته‌است و آن‌ها را معرفی می‌کند. هیچ مدرک باستان‌شناختی مبنی بر شهرنشینی در این زمان در اسکاتلند نیست و این ۱۹ «شهر» احتمالاً قلعه، بازارهای فصلی، یا مکان‌هایی مربوط به گردهمایی بوده‌اند. نام بیشتر این «شهر»ها امروزه مفهوم نیست. دوانا ممکن است بانچوری امروزی باشد، آلائونا (به معنای «صخره») در غرب احتمالاً صخره دامبارتون است و مکانی به همین نام در شرق لولندز ممکن است محوطهٔ دژ ادینبورو باشد و لیندون هم احتمالاً بالوک بر کرانهٔ دریاچه لوموند است. شواهدی از وجود بیش از ۱۰۰۰ تپه‌قلعه مربوط به عصر آهن در اسکاتلند هست که اغلب زیر خط کلاید-فورث واقع شده‌اند. بیشتر این تپه‌قلعه‌ها نقشه‌ای دایره‌ای دارند و در نرده‌ای دفاعی محاط شده‌اند. بااین‌حال به نظر می‌رسد بیشتر این تپه‌قلعه‌ها در دوران رومی رها شده باشند. همچنین قلعه‌های شیشه‌ای متعدد اسکاتلند (قلعه‌هایی که دیوارهایشان در اثر آتش‌سوزی مداوم و حرارت بالا به شیشه تبدیل شده‌است) احتمالاً به این دوره تعلق دارند، ولی گاه‌شماری دقیقی از این آثار در دست نیست. از مطالعات بر روی نمونه‌ای از این قلعه‌ها در فینوان هیل در نزدیکی فورفار در آنگوس اینگونه برمی‌آید که زمان تخریب این قلعه یا دو قرن پیش از میلاد بوده‌است یا میانهٔ قرن اول میلادی. برخی از این قلعه‌ها پس از دوران رومی دوباره مسکون شدند.
در غرب و شمال اسکاتلند، جایی که ورای سرحدات متصرفات رومی‌ها قرار می‌گرفت، از این دوره آثار بیش از ۶۰ خانه چرخی شناسایی شده‌است. این خانه‌ها، که ممکن است شکل تکامل‌یافته کلبه گرد آتلانتیک متعلق به دوره‌های قبلی معماری اسکاتلند بوده باشند، دیوار بیرونی شاخصی داشته‌اند که به دور دایره‌ای از ستونک‌های سنگی کشیده می‌شد و تداعی‌گر شکل پره‌های چرخ است. همچنین بیش از ۴۰۰ سوتره، اغلب در جنوب شرقی اسکاتلند کاوش شده‌است. سوتره‌ها سازه‌های کوچک زیرزمینی بوده‌اند و معمولاً در نزدیکی سکونت‌گاه‌ها ساخته‌شده‌اند و ممکن است انبار محصولات کشاورزی بوده باشند. تاریخ ساخت اغلب این سوتره‌ها معلوم نیست اما به‌نظر می‌رسد در قرن دوم یا سوم میلادی ایجاد شده‌اند.

## سازه‌های اولیهٔ رومی

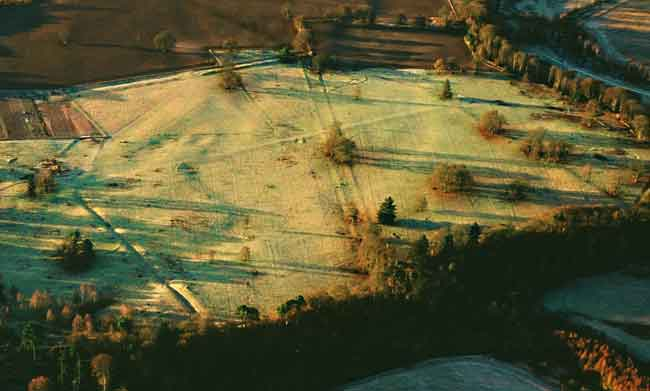
محوطهٔ قلعه در اینچتوتیل

اردوکشی‌های نظامی رومی‌ها به مرزهای امروزی اسکاتلند از حدود سال ۷۱ میلادی آغاز شد. در ۷۸ میلادی نئوس ژولیوس آگریکولا، که به سمت فرماندار ایالت رومی بریتانیا منصوب شده بود، وارد بریتانیا شد و دست به اجرای مجموعه‌ای از عملیات‌های گستردهٔ نظامی در منطقه زد. دو سال بعد لژیون‌های او یک کاستروم (قلعه نظامی رومی) در تریمونتیوم در نزدیکی ملروز ساختند. گفته می‌شود آگریکولا و سپاهیانش تا مصب «رود تائوس» (احتمالا همان رود تی) پیشروی کردند و در آن‌جا تعدادی قلعه (از جمله قلعهٔ لژیونری اینچتوتیل) را بر پا کردند. رومی‌ها پس از پیروزی بر قبایل شمالی در نبرد مونس گراوپیوس در ۸۴ میلادی، مجموعه‌ای از قلاع و برج‌های دیده‌بانی در راستای گسک ریج ساختند که اسکاتلند کوهستانی را از اسکاتلند غیرکوهستانی جدا می‌ساخت و احتمالاً نخستین لیمس (یا مرز) در اسکاتلند بود.

جانشینان آگریکولا نتوانستند یا نخواستند که بر ساکنان سرزمین‌های شمالی مرزهایشان مسلط شوند. کار بر روی قلعهٔ اینچتوتیل پیش از تکمیل متوقف شد و دیگر استحکامات گسک ریج در مدت چند سال پس از تکمیل رها شدند. تا سال ۸۷ میلادی قلمروی رومی‌ها به سادرن آپلندز محدود شده بود و تا آخر قرن اول میلادی مرز شمالی امپراتوری روم خطی بین رود تاین و خور سالوی بود. قلعهٔ الگینهو در میدلودین، و احتمالاً کسل گرگ در لوتیان غربی در این دوران برپا شده‌اند. رومی‌ها در نهایت تا خطی که امروزه در شمال انگلستان است عقب‌نشینی کردند و دیوار هادریان را بین دو ساحل غربی و شرقی انگلستان ساختند.

## دیوار آنتونین و اردوکشی‌های پس از آن

موقعیت دیوار هادریان و دیوار آنتونین

حدود ۱۴۱ میلادی، رومی‌ها جنوب اسکاتلند را باز تصرف کردند و بر آن شدند که لیمس جدیدی بین خور فورث و خور کلاید بر پا کنند.
نتیجهٔ این مساعی دیوار آنتونین، عظیم‌ترین سازهٔ رومی در اسکاتلند بود. دیوار آنتونین با انباشتن خاک و پوشاندنش با چمن ساخته شده بود و حدود ۲۰ فوت (۶ متر) ارتفاع داشت. روی این تپهٔ مصنوعی نیز احتمالا حصاری چوبی قرار داشته است. دیوار آنتونین ۳۷ مایل (۶۰ کیلومتر) طول داشت و ۱۹ قلعه در درازای آن پراکنده شده بود.
از سنگی بودن شالوده و دیوارهای جانبی قلاع چنین برمی‌آید که در آغاز تصمیم بر آن بوده که مثل دیوار هادریان، این دیوار هم از سنگ ساخته شود، ولی این برنامه زود رها شد.
در شمال دیوار، خندق عریضی کنده شده بود و در جنوب آن جاده‌ای نظامی قرار داشت.
رومی‌ها ابتدا تصمیم داشتند که هر ۶ مایل (۱۰ کیلومتر) یک قلعه بسازند، ولی در نهایت آن را به هر ۲ مایل (۳ کیلومتر) یک قلعه افزایش دادند. یکی از سالم‌ترین قلعه‌های بازمانده از دیوار آنتونین، که از کوچکترین قلعه‌های آن هم بوده‌است، راف کاسل فورت است.
علاوه بر این قلعه‌ها، دستکم نُه دِژَک نیز، احتمالاً به فاصلهٔ ۱ مایل (۱٫۶ کیلومتر) از یکدیگر در نقشهٔ دیوار هادریان بوده‌است. برخی از این دژک‌ها بعداً با قلعه‌ای جایگزین شدند.
شاخص‌ترین این دژک‌ها خانه کینیل در انتهای شرقی دیوار آنتونین در نزدیکی بونس است.
ساخت دیوار آنتونین ۱۲ سال طول کشید. این دیوار در نهایت اندکی پس از سال ۱۶۰ میلادی سقوط کرد،
رومی‌ها آن را رها کردند و به مرزهای دیوار هادریان بازگشتند.
پس از آن، قوای رومی چندین بار دیگر به اراضی شمال قلمرو خود حمله بردند و دستکم چهار اردوکشی بزرگ در این منطقه انجام دادند و دیوار آنتونین برای مدت کوتاهی پس از سال ۱۹۷ میلادی دوباره به تصرف رومی‌ها درآمد.
شناخته‌شده‌ترین این اردوکشی‌ها در سال ۲۰۹ میلادی و به فرماندهی شخص امپراتور روم سپتیموس سوروس روی داد. در این زمان استحکاماتی هم در شمال غرب قلمرو روم ساخته شدند، که شامل
اردوگاه‌های مرتبط با دهانهٔ السیک از جمله نورمن‌دایکس، آیثان ولز، دیرز دن، و گلنمایلن می‌شود. کار ساخت برخی از این استحکامات قبل از اردوکشی سال ۲۰۹ آغاز شده بود.
بااین‌حال تنها دو قلعهٔ کراموند و کارپو به قطع و یقین در طول این لشکرکشی مستمراً مسکون بوده‌اند.
بنابر شواهد باستان‌شناختی، این لشکرکشی‌ها با نابودی گسترده و رها شدن سوتره‌ها در جنوب اسکاتلند همراه بود.
این امر ممکن است به سبب قهر نظامی رومیان بوده باشد یا اینکه در اثر سقوط بازار غلات پس از خروج رومی‌ها از منطقه روی داده باشد.
با مرگ سوروس در سال ۲۱۱ میلادی در ابوراکوم (یورک امروزی)، قوای روم به دیوار هادریان عقب‌نشینی کردند و این دیوار تا زمان سقوط امپراتوری روم غربی در اوایل قرن پنجم میلادی سرحد شمالی آن باقی ماند.

## یادداشت
1. ↑  Devana
2. ↑  Alauna
3. ↑  Lindon
4. ↑  Finavon Hill
5. ↑  fortlet
6. ↑  Elsick Mounth
7. ↑  Normandykes
8. ↑  Ythan Wells
9. ↑  Deers Den
10. ↑  Glenmailen
11. ↑  Cramond
12. ↑  Carpow